# Elaeocarpus ceylanicus
Elaeocarpus ceylanicus é uma espécie de angiospérmica in the Elaeocarpaceae family.
Apenas pode ser encontrada no seguinte país: Sri Lanka.